# وسالا
وِسالا (به فنلاندی: Vesala) یک منطقهٔ مسکونی در فنلاند است که در هلسینکی واقع شده‌است.